# Landstreitkräfte der NVA
Die Landstreitkräfte der Nationalen Volksarmee (LaSK) waren das Heer der Nationalen Volksarmee der Deutschen Demokratischen Republik. Das Oberkommando der Landstreitkräfte in Geltow wurde am 1. Dezember 1972 eingerichtet.

## Geschichte

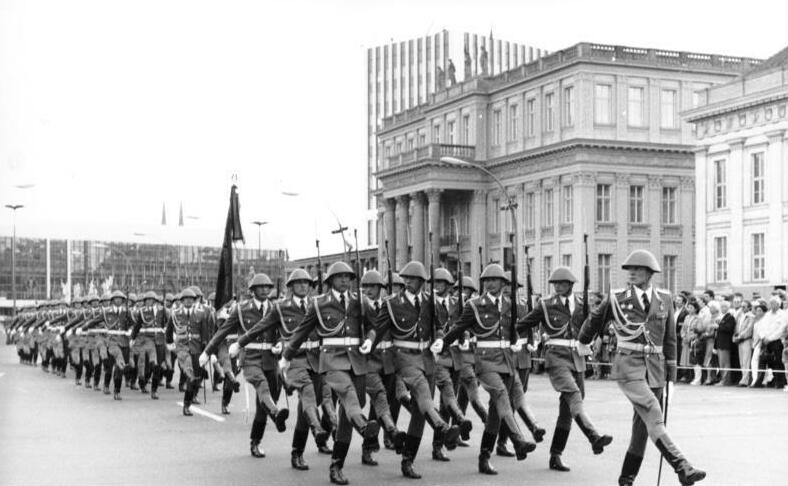
Ehrenkompanie des Wachregiments der NVA in Ost-Berlin 1985

Die Aufstellung der Landstreitkräfte erfolgte 1956 im Rahmen der Gründung der NVA und des Ministeriums für Nationale Verteidigung. Dazu wurden die Landeinheiten der Kasernierten Volkspolizei (KVP), die 1952 aus den Volkspolizeibereitschaften des Ministeriums des Inneren hervorgegangen waren, umgegliedert und umbenannt. Das Ministerium für Nationale Verteidigung führte zunächst die Landstreitkräfte über die beiden unterstellten Territorialen Verwaltungen der KVP Nord und Süd, die ab 1957 die Kommandos der Militärbezirke III in Leipzig und V in Neubrandenburg (bis 1956 in Pasewalk) bildeten, direkt.
1972 wurden die Militärbezirke dem neu aufgestellten Kommando der Landstreitkräfte nachgeordnet, das im Frieden für Ausbildung und Einsatzvorbereitung zuständig war.

## Auftrag
Die Landstreitkräfte der NVA waren fest eingebunden in die Strukturen des Warschauer Pakts. In diesem Rahmen sollten sie, insbesondere in Verbindung mit den Truppen der Sowjetunion, Polens und der Tschechoslowakei, einen Angriff auf das Gebiet der Vertragsstaaten und insbesondere der DDR abwehren und nachfolgend den Gegner auf dessen Territorium zerschlagen.

## Organisation

Organigramm der Landstreitkräfte der NVA, 1986

Die Gliederung der Streitkräfte von 1980 bis 1990:

### Waffengattungen, Spezialtruppen und Dienste
Waffengattungen
- Motorisierte Schützentruppen
- Panzertruppen
- Raketentruppen und Artillerie
- Truppenluftabwehr
- Luftlandetruppen – Luftsturmregiment 40
- Armeefliegerkräfte

Spezialtruppen und Dienste
- Aufklärungstruppen
- Pioniertruppen
- Nachrichtentruppen
- Truppen und Einheiten des funkelektronischen Kampfs
- Truppen der chemischen Abwehr
- Technische Dienste
- Rückwärtige Dienste

### Gliederung

Stationierung der LaSK

Ende der 1980er Jahre gliederten sich die Landstreitkräfte der NVA in das Kommando der Landstreitkräfte und die zwei unterstellten Militärbezirke III und V.
Die Kommandos der Militärbezirke führten bereits im Frieden die Mot.-Schützendivisionen und die Panzerdivisionen der Landstreitkräfte. Die Divisionen waren wie ihr Vorbild die Sowjetarmee nach der Regimentsstruktur gegliedert, denen Truppengattungsbataillone unterstellt sind. Zusätzlich waren ihnen Verbände, Einheiten und Dienststellen anderer Truppengattungen und Fachrichtungen direkt nachgeordnet. Dazu zählten auch die Truppenübungsplätze, die Armee-Lazarette, die Wehrbezirkskommandos mit nachgeordneten Wehrkreiskommandos, Bezirkstransportkommandanturen, Eisenbahntransportkommandanturen, Bezirksversorgungslagern, Schalt-/Betriebszentralen und die Militärjustizorgane (Militärgerichte/-staatsanwaltschaften).
Im Fall eines Krieges sollten die Kommandos in die Feldführungen der 3. und 5. Armee und die Kommandos der Territorialen Militärbezirke III und V umgegliedert werden. Für beide Armeen war ein Einsatz unter Führung des Oberkommandierenden der Vereinten Streitkräfte auf dem Westlichen Kriegsschauplatz vorgesehen. Den beiden Territorialen Militärbezirken wären nach direkter Unterstellung unter den Minister für Nationale Verteidigung unter anderem die Aufgaben Mobilmachung, Wehrersatzwesen und die territoriale Verteidigung zugewiesen worden.

#### Kommando Landstreitkräfte
Das Kommando Landstreitkräfte (Kdo. LaSK) wurde am 1. Dezember 1972 aufgestellt und war Führungskommando sowie Führungsstab der NVA-Landstreitkräfte im Frieden.

#### Militärbezirk III
Der Militärbezirk III (auch MB-III oder Militärbezirk Süd) war der südliche Großverband der NVA Landstreitkräfte, der im Verteidigungsfall zur 3. Armee angewachsen wäre. Der MB-III war im Frieden dem Kdo. LaSK direkt unterstellt, Führungsstab und das Führungskommando befanden sich in Leipzig.
Dem Kommando MB-III (Kdo. MB-III) waren folgende Großverbände, Verbände, Truppenteile, Einheiten und Einrichtungen direkt unterstellt:
- 4. Mot.-Schützendivision mit Stab in Erfurt
- 11. Mot.-Schützendivision mit Stab in Halle (Saale)
- 7. Panzerdivision mit Stab in Dresden
- 3. Raketenbrigade in Tautenhain
  - Bewegliche Raketentechnische Basis 3 in Jena
- Artillerieregiment 3 in Leipzig
- Geschoßwerferabteilung 3 in Eilenburg
- Fla-Raketenregiment 3 in Hohenmölsen
  - Bewegliche Fla-Raketentechnische Basis 3 in Hohenmölsen
- Pionierregiment 3 in Gera
- Pontonregiment 3 in Dessau
- Panzerjägerabteilung 3 in Leipzig
- Kampfhubschraubergeschwader 3 in Cottbus
- Nachrichtenregiment 3 in Leipzig
- Funktechnisches Bataillon 3 in Leipzig
- Funk- und Funktechnisches Aufklärungsbataillon 3 in Rudolstadt
- Bataillon Funkelektronischer Kampf 3 in Eilenburg
- Wach- und Sicherstellungsbataillon 3 in Leipzig
- Instandsetzungsbataillon 3 in Lindhardt

Die folgenden im Frieden vom Kdo. MB-III geführten Ausbildungseinrichtungen bildeten die Basis für die Aufstellung der Mobilmachungsdivisionen:
- Ausbildungszentrum 6 in Weißkeißel
- Ausbildungszentrum 17 in Delitzsch
- Ausbildungszentrum 10 in Schneeberg

#### Militärbezirk V
Der Militärbezirk V (auch MB-V oder Militärbezirk Nord) war der nördliche Großverband der NVA Landstreitkräfte, der im Verteidigungsfall zur 5. Armee angewachsen wäre. Der MB-V war im Frieden dem Kdo. LaSK direkt unterstellt, Führungsstab und das Führungskommando befanden sich in Neubrandenburg.

### Verstärkung
Für den Fall einer Mobilmachung war eine Verstärkung der aktiven Einheiten, Truppenteile und Verbände der NVA geplant. Das dafür notwendige Personal rekrutierte sich vorrangig aus Reservisten. Munition, Kampftechnik und ein Teil der Unterstützungsfahrzeuge waren in Komplexlagern eingelagert und langzeitkonserviert. Fehlende Fahrzeuge und Ausrüstung wäre als sogenannte materielle Mobilmachungsergänzung von Betrieben und staatlichen Einrichtungen bereitzustellen gewesen. Die für eine Mobilmachung notwendigen Maßnahmen wurden sowohl von der NVA als auch von staatlichen Einrichtungen und Betrieben geplant. Die Aufstellung einzelner Einheiten, Truppenteile und Verbände wurde regelmäßig geübt. Im Allgemeinen sollten die Mobilmachungseinheiten im Falle der Mobilmachung innerhalb von drei Tagen aufgestellt sein. Der Personalbestand der Landstreitkräfte wäre dabei vom Friedenszustand mit 103.996 Soldaten, davon 13.880 Offiziere, auf den Kriegszustand mit 257.960 Soldaten, darunter 31.538 Offiziere, aufgewachsen. Der Bestand an Schützenpanzerwagen hätte sich ebenso wie der Bestand an Geschützen und Geschosswerfern mehr als verdoppelt.
Die Streitkräfte der Sowjetunion verwahrten in den Sonderwaffenlagern Himmelpfort und Stolzenhain nukleare Sprengköpfe, die im Kriegsfall an die 5. bzw. 3. Armee der NVA ausgegeben werden sollten.
Im Falle einer vollständigen Mobilmachung wären die sechs regulären Divisionen durch insgesamt fünf Mobilmachungsdivisionen verstärkt worden. Basis für die Aufstellung bildeten die Ausbildungszentren (vormals Unteroffiziersschulen) der Landstreitkräfte. Dieses Stammpersonal wurde hauptsächlich durch Reservisten verstärkt. Aufgestellt werden sollten die:
- 6. Mot-Schützen Division (Königswartha)
- 10. Mot-Schützen-Division (Ronneburg)
- 17. Mot-Schützen-Division (Petersroda)
- 19. Mot-Schützen-Division (Wulkow)
- 20. Mot-Schützen-Division (Bredenfelde).

In Verantwortung des Kommandos Landstreitkräfte wären u. a. das Reserve-motorisierte Schützenregiment 13, die Reserve-Panzerjägerregimenter 13 und 15 und die Reserve-motorisierten Schützenbataillone 13, 15, 23, 25, 33 und 43 aufgestellt worden.
Auch andere Truppenteile und Einheiten der NVA wären bei einer Mobilmachung aufgewachsen. So wären die Artillerieregimenter der Militärbezirke zu Artilleriebrigaden, die Panzerjägerabteilungen der Militärbezirke zur Panzerjägerregimentern aufgewachsen. Die Instandsetzungsbataillone der Militärbezirke bildeten die Basis für die Aufstellung von Instandsetzungsbrigaden. Neben Kampf- und Kampfunterstützungstruppen wären im Falle einer Mobilmachung auch eine Vielzahl medizinischer, logistischer und sonstiger Unterstützungseinrichtungen aufgestellt worden.

## Verbände
Divisionen
- Motorisierte-Schützen-Division
- Panzerdivision

Regimenter
- Artillerieregiment
- Ersatzregiment
- Fla-Raketen-Regiment

Bataillone
- Aufklärungsbataillon
- Bataillon Chemische Abwehr
- Bataillon Materielle Sicherstellung
- Führungsbatterie Chef Raketen/Artillerie
- Führungsbatterie Chef Truppenluftabwehr
- Instandsetzungsbataillon
- Nachrichtenbataillon
- Pionierbataillon
- Sanitätsbataillon

Detachements
- Panzerjägerabteilung
- Raketenabteilung
- Schwere Werferabteilung

## Ausrüstung

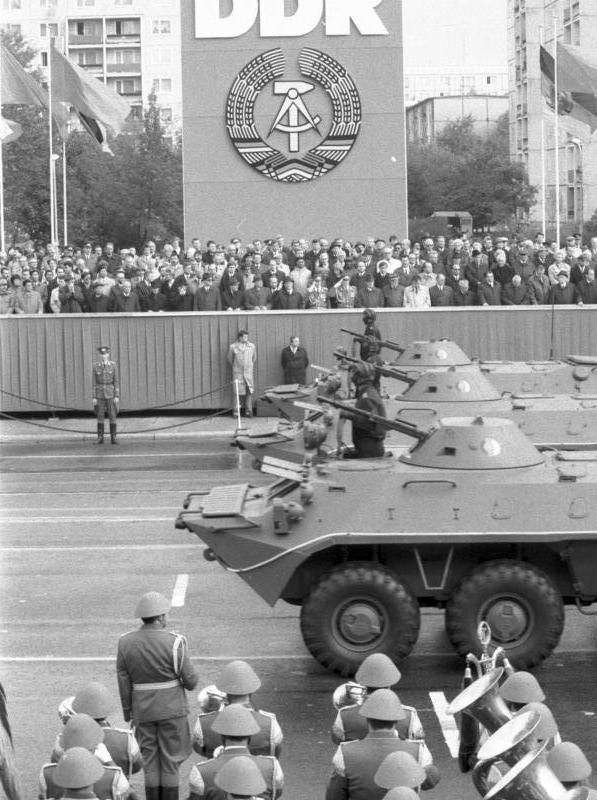
SPW bei der Parade am 7. Oktober 1989

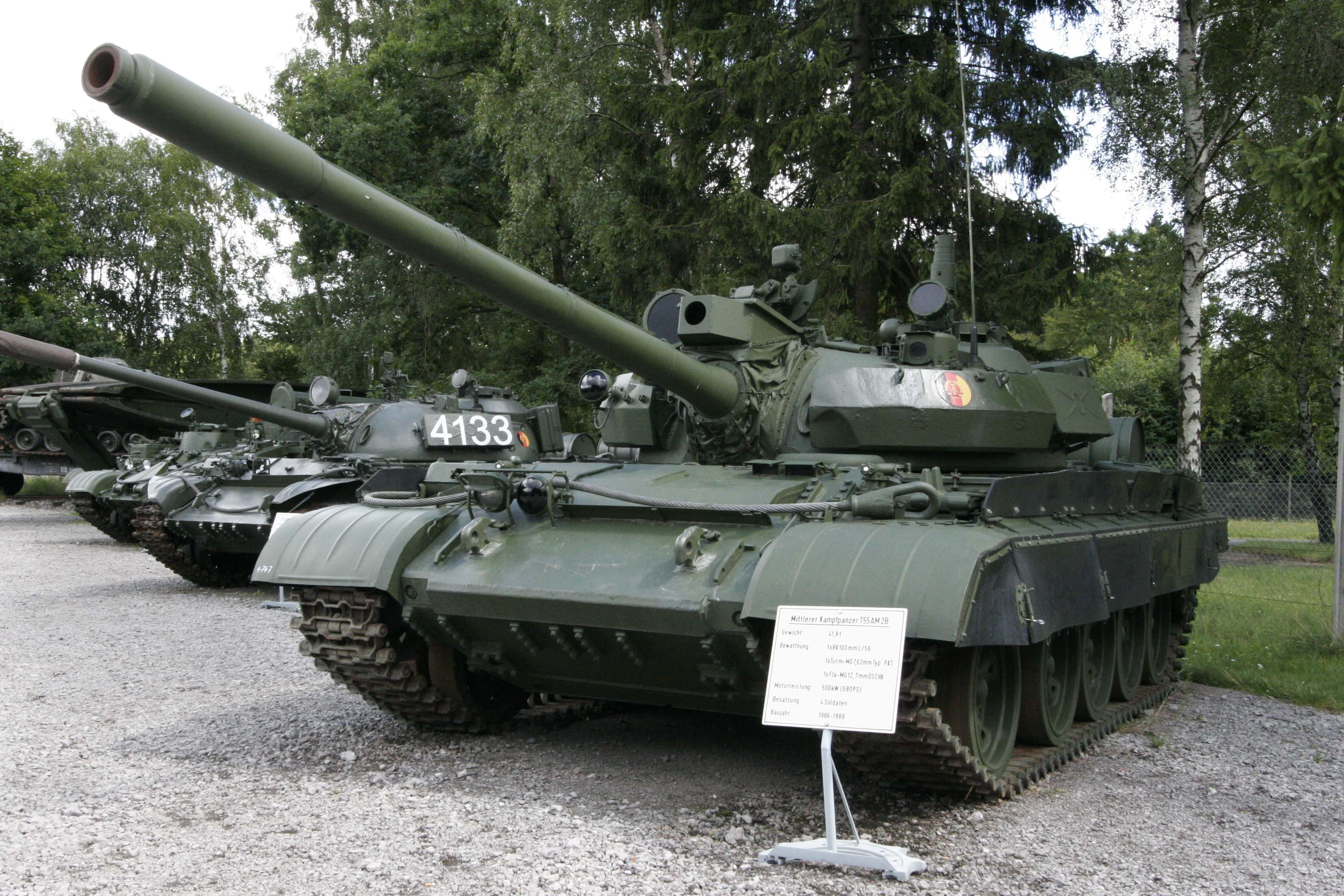
T-55AM2B der NVA

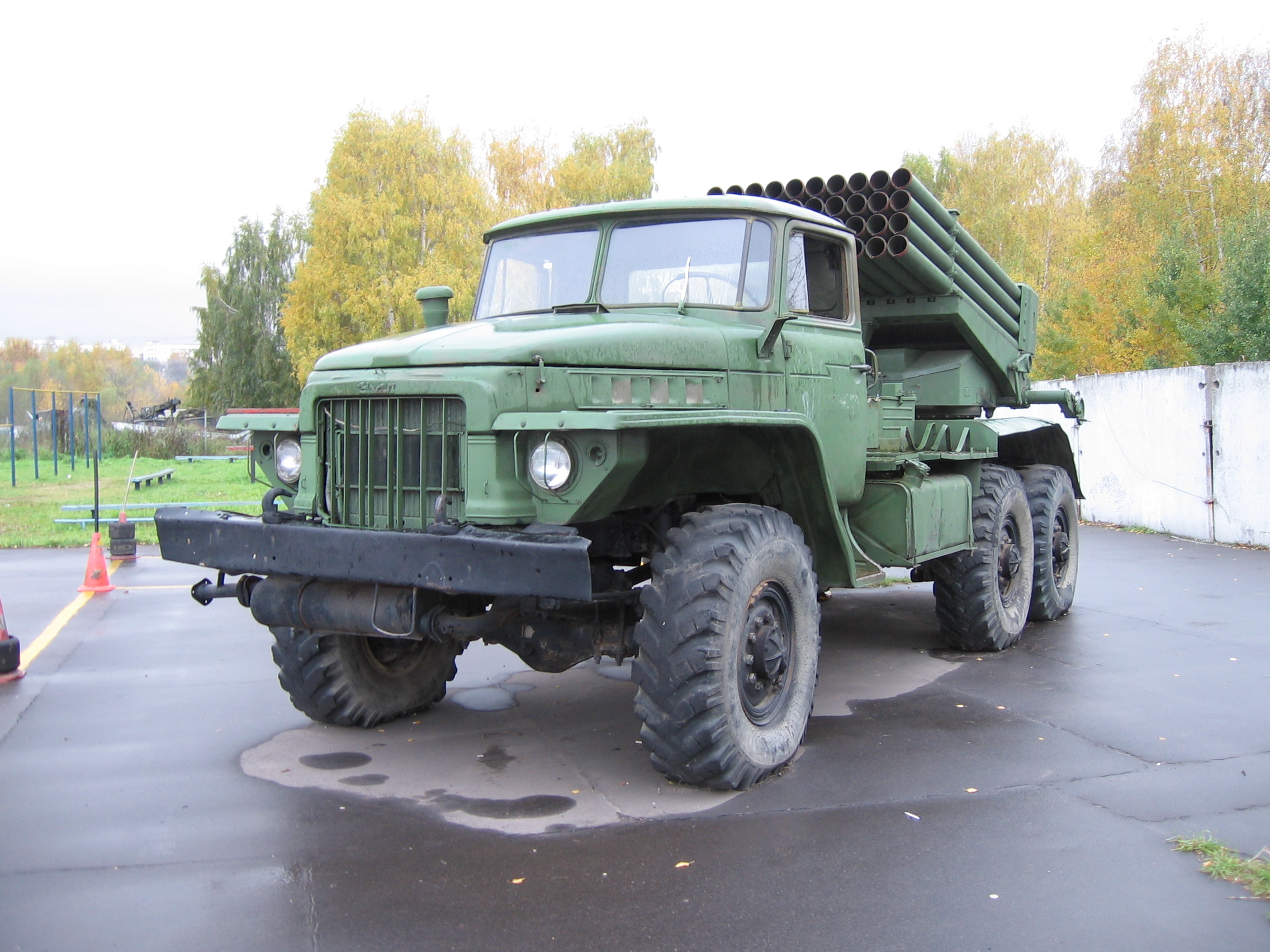
Ural-375D mit BM-21 Mehrfachraketenwerfersystem

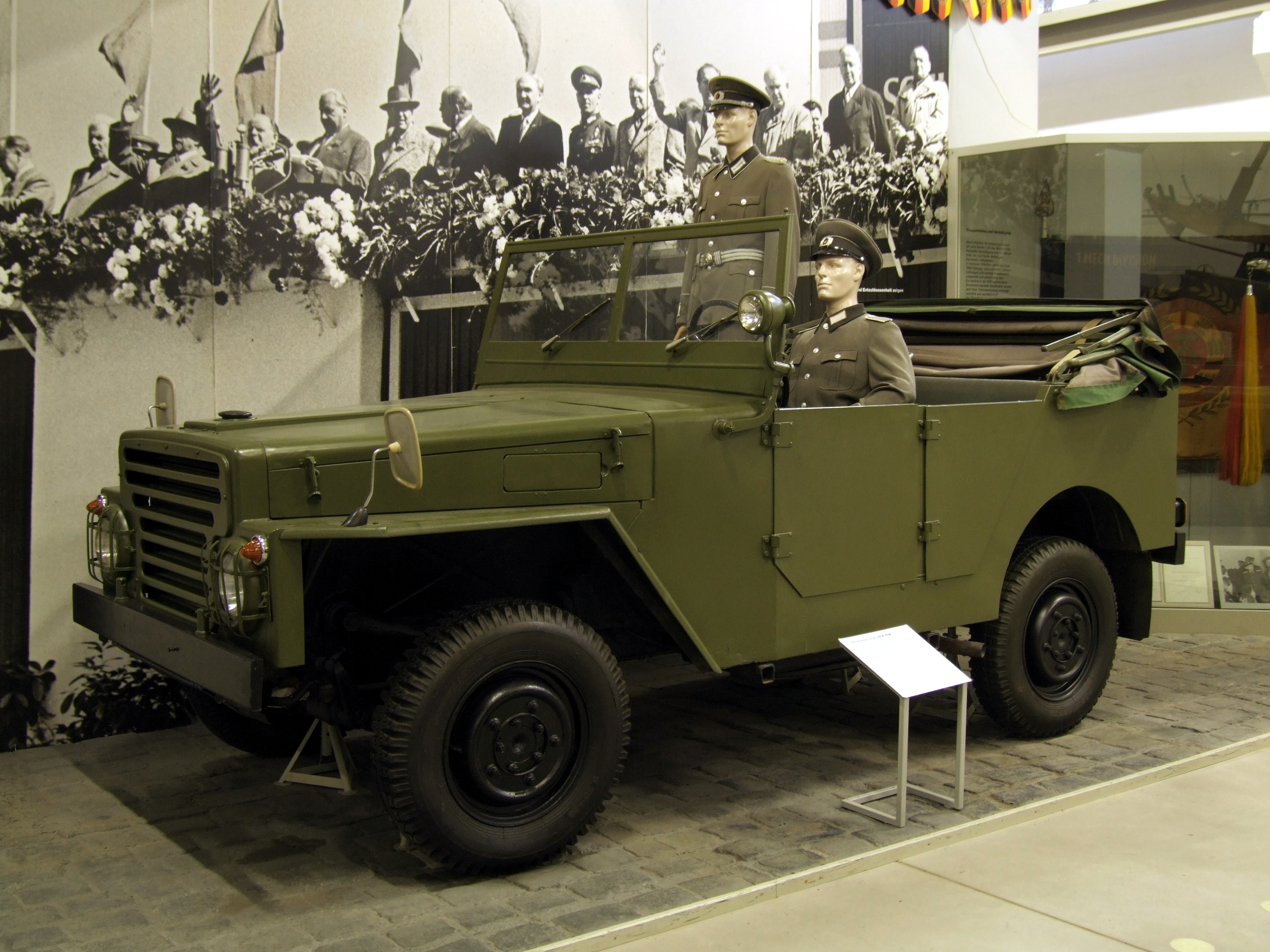
Horch P2M

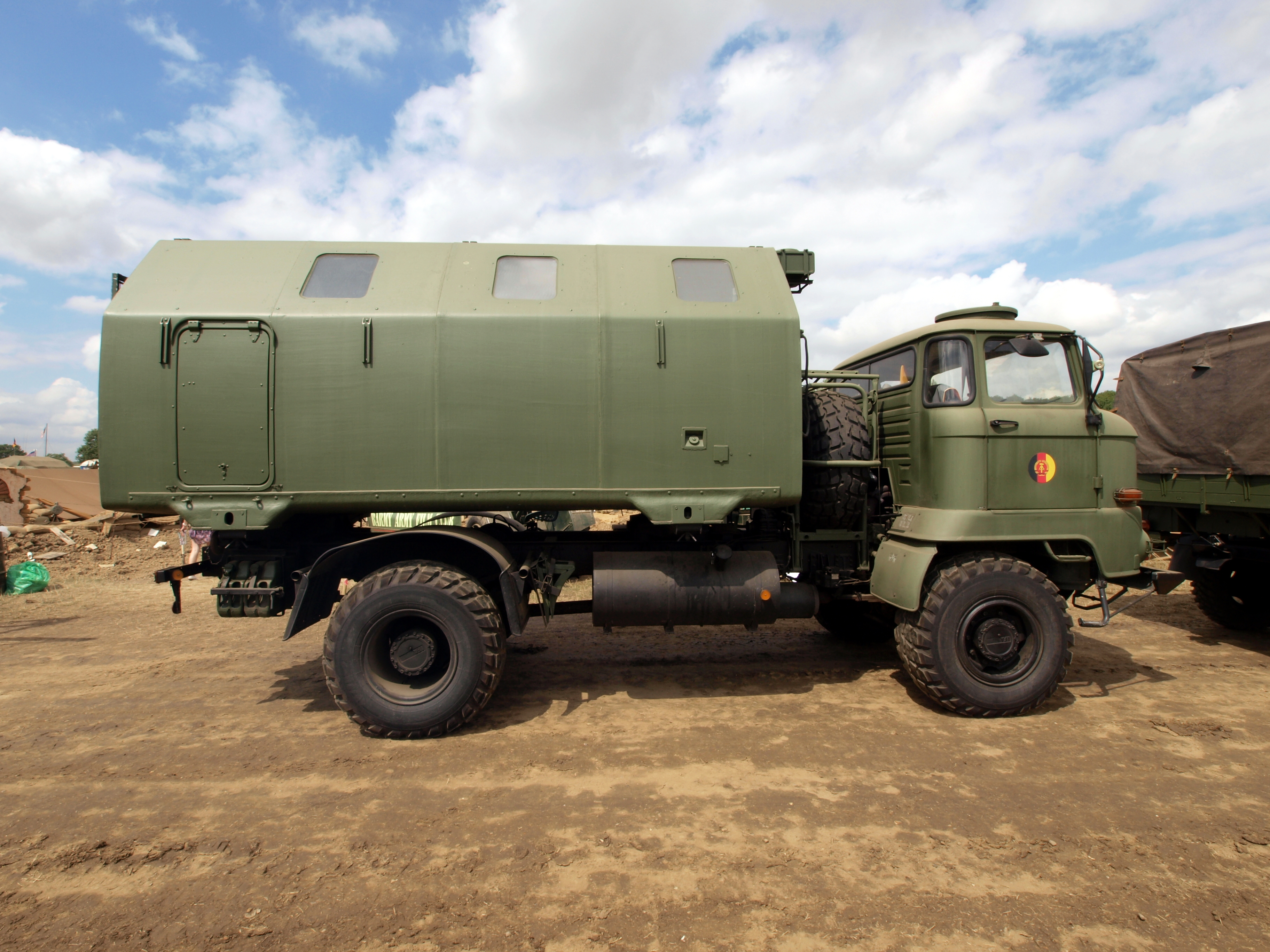
IFA L60 mit LAK II

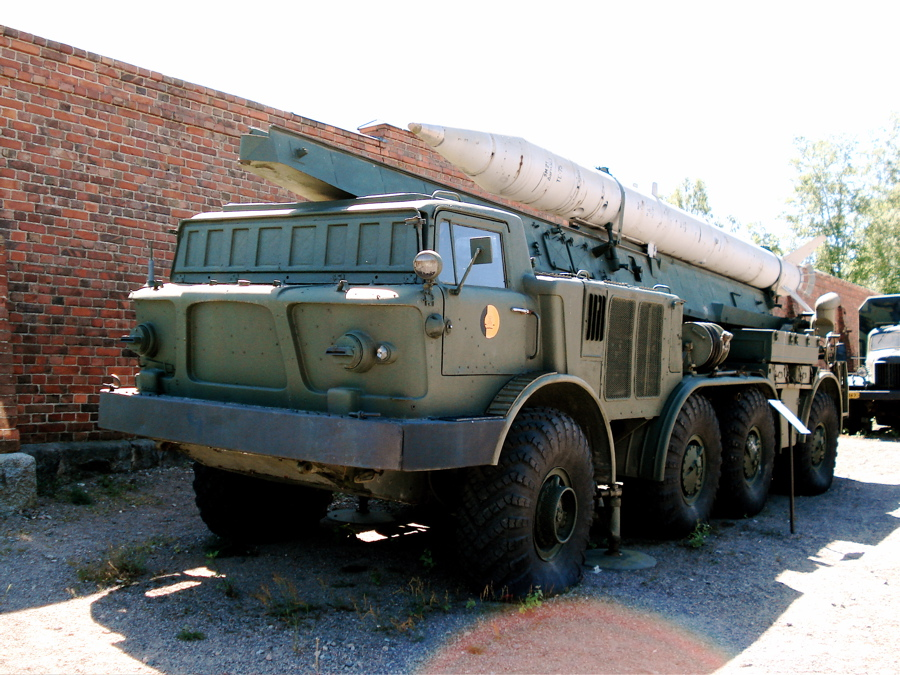
ZIL-135 der NVA

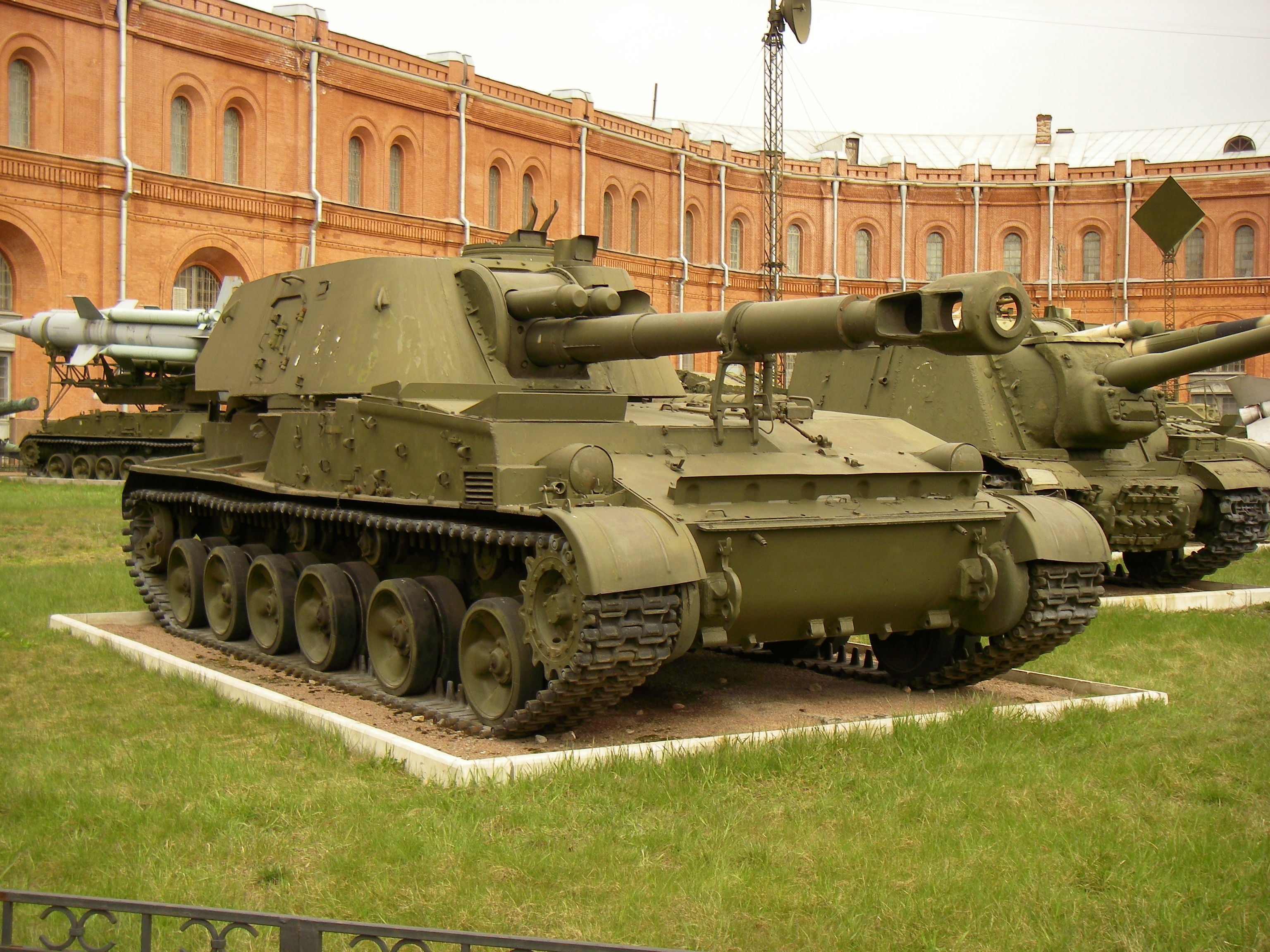
2S3 Selbstfahrlafette

### Handfeuerwaffen
- Makarow PM, (Pistole)
- PPSch-41, (Maschinenpistole)
- AK-47/AKM, (Sturmgewehr)
- AK-74, (Sturmgewehr)
- RPD, leichtes Maschinengewehr (LMG)
- RPK, leichtes/tragbares Maschinengewehr
- PK, schweres Maschinengewehr (SMG)
- Dragunow, halbautomatisches Scharfschützengewehr
- RPG-7, Panzerabwehrhandwaffe
- RPG-18, Panzerabwehrhandwaffe

### Gepanzerte Fahrzeuge
- BA-64, Erkundungsfahrzeug
- BMP-1, schwimmfähiger Schützenpanzer
- BMP-2, schwimmfähiger Schützenpanzer
- BRDM-1, amphibischer Spähpanzer (NVA-Bezeichnung SPW-40 P1)
- BRDM-2, amphibischer Spähpanzer (NVA-Bezeichnung SPW-40 P2)
- BTR-40, Schützenpanzer (NVA-Bezeichnung SPW-40)
- BTR-50, Schützenpanzer (NVA-Bezeichnung SPW-50)
- BTR-60, Schützenpanzer (NVA-Bezeichnung SPW-60)
- BTR-70, Schützenpanzer (NVA-Bezeichnung SPW-70)
- BTR-152, Schützenpanzer (NVA-Bezeichnung SPW-152)
- PT-76, leichter Schwimmpanzer
- T-34, mittlerer Kampfpanzer
- T-54, mittlerer Kampfpanzer
- T-55, mittlerer Kampfpanzer
- T-72, Kampfpanzer
- MT-LB, amphibischer Truppentransporter

### Raketensysteme
- operativ-taktischer Raketenkomplex 9K714 Oka (Rakete 9M714K)
- operativ-taktischer Raketenkomplex 9K72M Rekord (Rakete 8K14M)
- BM-14 M-14OF, Mehrfachraketenwerfersystem mit einem Splittergefechtskopf
- BM-21, Mehrfachraketenwerfersystem
- BM-24, Mehrfachraketenwerfersystem (alle Varianten)

### Geländefahrzeuge
- GAZ-66
- P2M
- P3
- GAZ-69
- UAZ-469

### Transportfahrzeuge
- IFA H3A
- IFA H6
- IFA S4000
- IFA G5
- ZIL-157
- ZIL-164
- Robur LO
- IFA W50
- IFA L60
- Ural-375
- Ural-4320
- KrAZ-214
- KrAZ-255
- MAZ-543
- GAZ-66
- ZIL-131
- ZIL-135
- Tatra 148
- Tatra 813
- Tatra 815
- MZ TS 250 und 250/1

### Haubitzen
- 122-mm-Haubitze (D-30)
- 152-mm-Haubitze (D-20)
- 2S1, 122-mm-Selbstfahrlafette
- 2S3, 152-mm-Selbstfahrlafette
- MT12, 100-mm-Panzerabwehrkanone

## Bemerkungen
1. ↑  Der ehemalige Verteidigungsminister der DDR, Theodor Hoffmann, nennt dagegen im Anhang seines Buches „Das letzte Kommando“, Mittler, 1993, ISBN 3-8132-0420-0 auf S. 320 die Mannschaftsstärke von 394.350 Soldaten als „Soll II“ für den Mobilmachungsfall im März 1990.